# Kagogo
Kagogo ist ein Sektor im Nordwesten des Distrikts Burera in der Nordprovinz von Ruanda.

## Geographie
Kagogo hat eine Fläche von 26,6 km² und liegt auf einer Höhe von etwa 2000 m. Er setzt sich aus den vier Zellen Kabaya, Kayenzi, Kiringa und Nyamabuye zusammen. Im Norden liegt er an der Grenze zu Uganda und im Süden am Burera-See. Nachbarsektoren sind im Osten Kinyaba, im Südwesten Rugarama und im Westen Cyanika.

## Bevölkerung
Nach Stand der Volkszählung von 2022 liegt die Einwohnerzahl bei 23.089. Zehn Jahre zuvor waren es 19.281, was einem jährlichen Bevölkerungszuwachs von 1,8 Prozent zwischen 2012 und 2022 entspricht.

## Verkehr
Durch den Sektor verläuft die Nationalstraße 21 am Burera-See entlang und im Westen die nach Uganda führende Nationalstraße 17. Stand 2022 ist lediglich die westliche asphaltiert.